# Tamia
Tamia Washington-Hill (nascida Tamia Renée Washington, Windsor, Ontário, 9 de maio de 1975) é uma cantora e compositora canadense.
Filha de uma mãe adolescente, Tamia raramente viu seu pai ao crescer (sua mãe, uma canadense negra de 17 anos, teve um relacionamento rápido com um franco-canadense, do qual ela foi fruto). A mais velha entre quatro filhos, aos seis anos começou a cantar no coral da igreja local. Logo se interessou por canto, dança e interpretação. À medida que foi crescendo, fez algumas apresentações teatrais em sua terra natal. É casada com o astro de basquetebol da NBA Grant Hill, com quem tem uma filha, Myla Grace. Profissionalmente é conhecida apenas como Tamia.
Em 1993, Tamia ganhou o YTC Vocal Achievement Award, e, em 1994, o Steve Ross Music Scholarship Award no American Academy Annual Salute to Excellence. Nesse mesmo ano, a jovem cantora foi a uma festa realizada por sua empresária, Brenda Richie, em homenagem à então sensação musical Luther Vandross. Enquanto estava na festa, Tamia encontrou o cantor Quincy Jones, que imediatamente se deu conta do enorme talento da moça e a pôs para cantar em seu álbum Q’s Jook Joint, na música "You Put A Move on My Heart" (1995) - uma cover da canção do mesmo nome da cantora britânica Mica Paris -, que chegou ao nº 18 melhores da parada Hot R&B/Hip Hop Songs, da Billboard. A versão de Tamia de "You Put A Move on My Heart" foi indicada ao Grammy como Melhor Performance Vocal R&B Feminina, em 1997
Em 1995, Tamia gravou o single Missing You, com Brandy, Gladys Knight e Chaka Khan, para a trilha sonora de Set It Off. A música foi logo indicada ao Grammy. 1997, a cantora apareceu como atriz num pequeno papel em Speed II: Cruise Control, que tinha como estrela Sandra Bullock. Ela também apareceu cantou uma das músicas da trilha Sonora com a música Make Tonight Beautiful.
Em abril de 1998, Tamia lança o seu primeiro álbum homônimo. Nele, ela conta com as participações de Jermain Dupri, Keith Crouch, Tim Kelly, Bob Robinson, Mario Wynans e Quincy Jones. Em 2000, a jovem cantora assina um contrato com a Elektra Records. Nesse mesmo ano, ela lança A Nu Day. O álbum, que contou com a participação de Missy Elliott, ganhou o Disco de Ouro. Logo após, Tamia lança Stranger In My House. Após esse grande hit da música dance, ela parou por um tempo para cuidar de seu bebê.
Em meados de 2003, ela lança o álbum Still, produzido por Babyface (o lançamento do álbum havia sido adiado em virtude de a cantora ter sido diagnosticada com esclerose múltipla). Algumas faixas deste CD são Mr cool, It’s A Party, No Way, e a música favorita da cantora, Smile. Tamia também é co-autora de algumas músicas, como Whispers e Don’t Ask Why, com Peter Lord e Jeff Smith. A música Officially Missing You é a primeira faixa do álbum.
Tamia já teve uma participação especial na sitcom Kenan e Kel, como ela mesma, ao lado de Kenan Thompson e Kel Mitchell.

## Discografia

### Álbuns de Estúdio
- 1998: Tamia
- 2000: A Nu Day
- 2004: More
- 2006: Between Friends
- 2012: Beautiful Surprise
- 2015: TBA

### Álbuns de Compilação
- 2009: Greatest Hits

## Turnês
- 2004: Verizon Ladies First Tour
- 2005: South Africa Tour
- 2005: Ladies In Soul Concert
- 2006–2007: Between Friends Tour
- 2008: Summer Soul Concert Series Tour
- 2008: September, Johannesburg Arts Alive, South Africa
- 2009: Summer Soul Concert Series Tour
- 2009: The Queen Project
- 2012: October – December, The Single Ladies Tour with R. Kelly
- 2013: Beautiful Tour
- 2014: Beautiful Surprise Tour (South Africa Tour)